# Aftershock (película de 2022)
Aftershock es una película documental estadounidense de 2022, dirigida y producida por Paula Eiselt y Tonya Lewis Lee . Sigue a Omari Maynard y Bruce McIntyre, cuyas parejas murieron debido a complicaciones en el parto, que fueron prevenibles, mientras luchan por la justicia.
Tuvo su estreno mundial en el Festival de Cine de Sundance 2022 el 23 de enero de 2022. Fue lanzado el 19 de julio de 2022 por ABC News Studios, Hulu y Onyx Collective .

## Argumento
Shamony Gibson y Amber Rose Isaac murieron durante el parto por complicaciones prevenibles. Sus socios, Omari Maynard y Bruce McIntyre, se unen a otros padres para luchar por la justicia y construir comunidades de apoyo.

## Lanzamiento
Tuvo su estreno mundial en el Festival de Cine de Sundance 2022 el 23 de enero de 2022. Poco después, ABC News, Onyx Collective y Hulu adquirieron los derechos de distribución de la película. También se proyectó en South by Southwest el 13 de marzo de 2022.

## Recepción
Aftershock recibió críticas positivas de los críticos de cine. En Rotten Tomatoes tiene un índice de aprobación del 100 % basado en reseñas de 12 críticos, con una calificación promedio de 8.10/10.